# الحجفة (كشر)

تعديل مصدري - تعديل

الحجفة هي إحدى قرى عزلة انهم الغرب بمديرية كشر التابعة لمحافظة حجة، بلغ تعداد سكانها 232 نسمة حسب تعداد اليمن لعام 2004.